# Rue Louis-Boilly
Pour les articles homonymes, voir Louis Boilly et Boilly.
La rue Louis-Boilly est une voie du 16e arrondissement de Paris, en France.

## Situation et accès
Cette rue, longue de 112 mètres et large de 15, commence au 20, avenue Raphaël et finit au 19, boulevard Suchet.
Le quartier est desservi par la ligne 9 aux stations Ranelagh et La Muette ; la gare de Boulainvilliers de la ligne C se situe également à proximité.

## Origine du nom

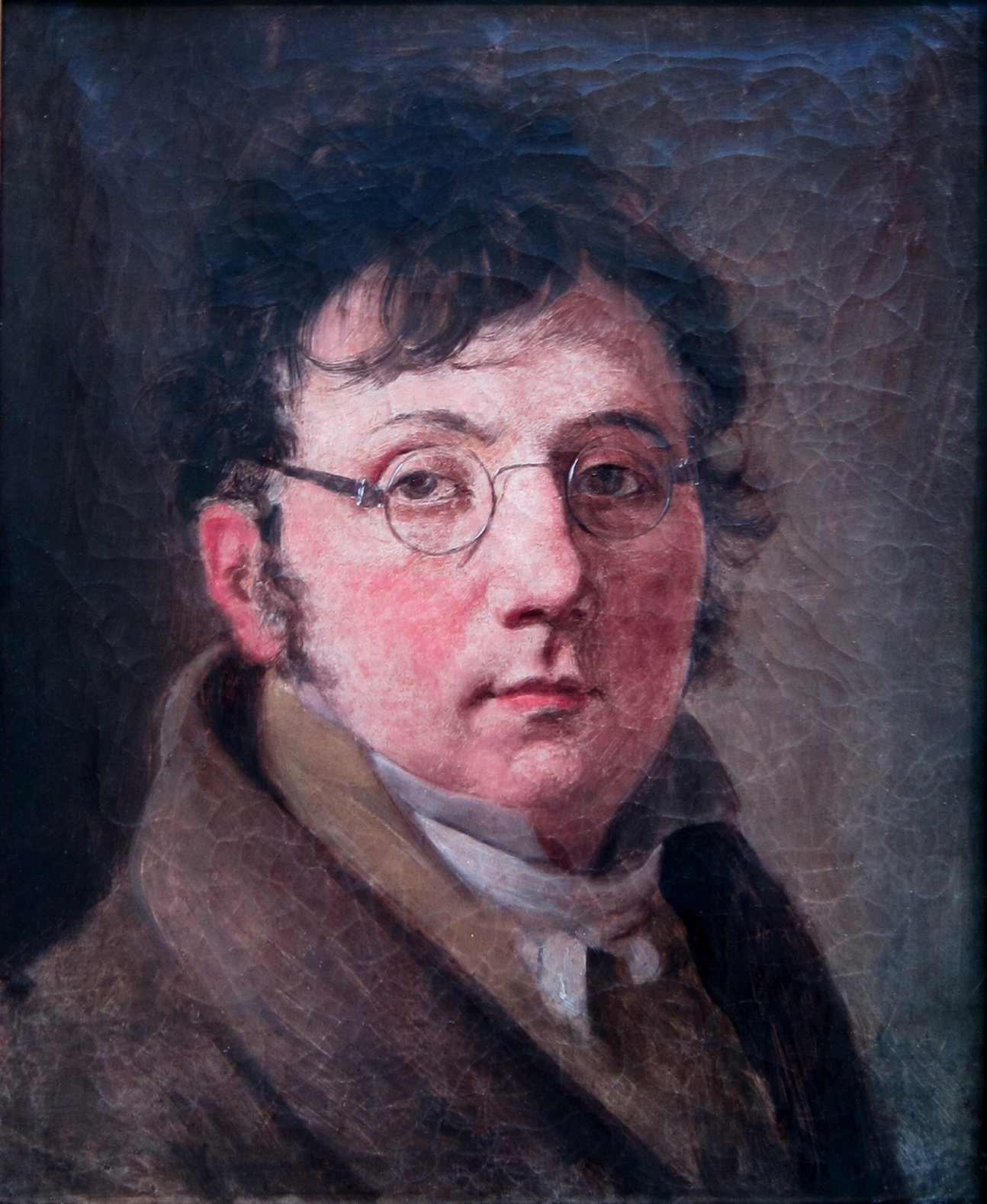
Louis Boilly, Autoportrait, vers 1805.

Elle est nommée en l'honneur du peintre et graveur français Louis Boilly (1761-1845).

## Historique
Cette voie est ouverte sous sa dénomination actuelle en 1913.

## Bâtiments remarquables et lieux de mémoire
- No 2 : musée Marmottan Monet[1].
- No 3 : de 1916[2] à 1919[3], cet immeuble abrite l’hôpital de la mission danoise d'une capacité de 100 lits.
- No 9 (et 21, boulevard Suchet) : immeuble de rapport construit en 1912 par l'architecte Charles Labro[4], primé au concours de façades de la ville de Paris de 1914[5]. On peut y observer une étonnante porte d'entrée en fer forgé et verre.
- Jardin du Ranelagh

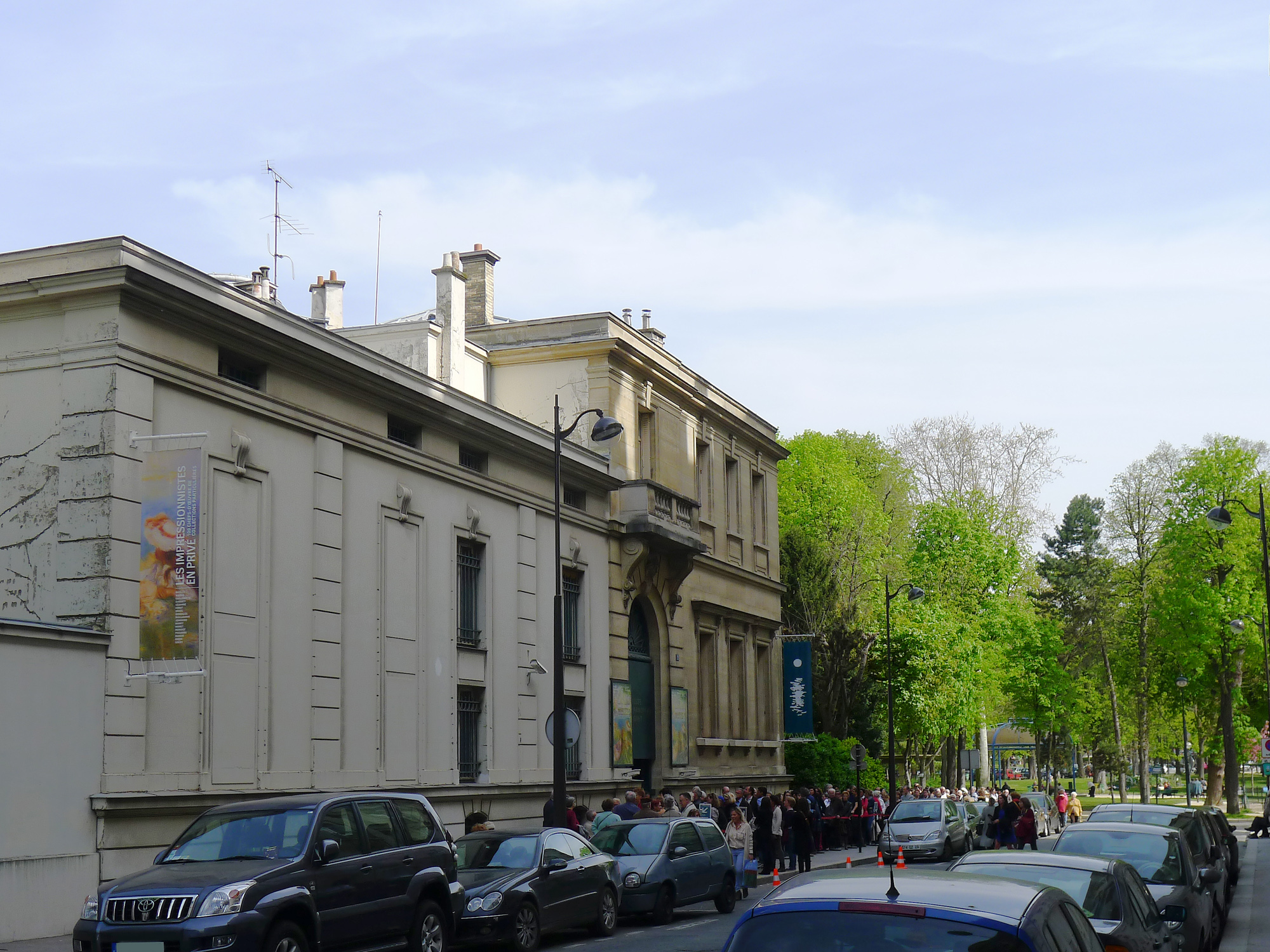
Files d'attente devant le musée Marmottan Monet.
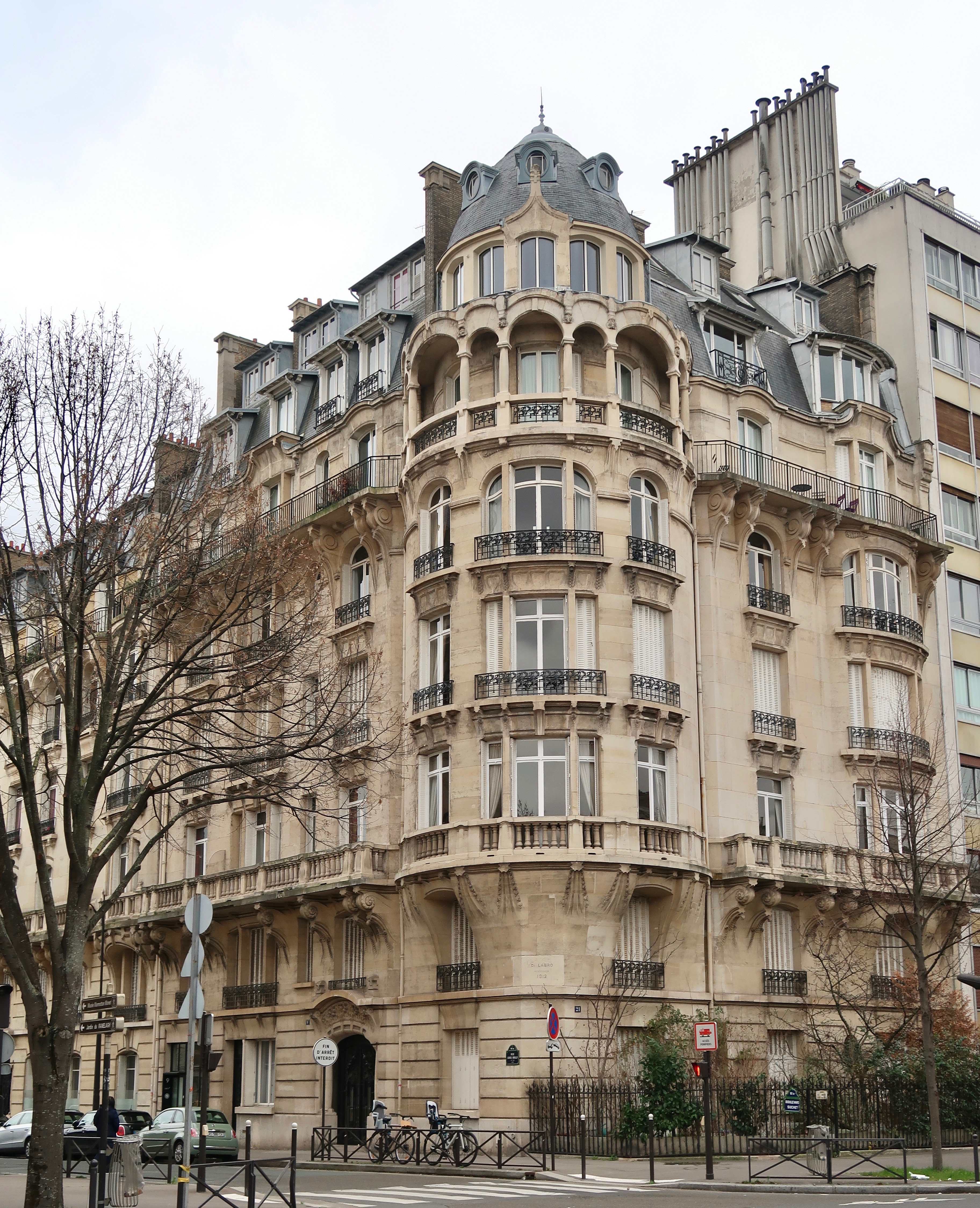
No 9 (à l'angle du boulevard Suchet).
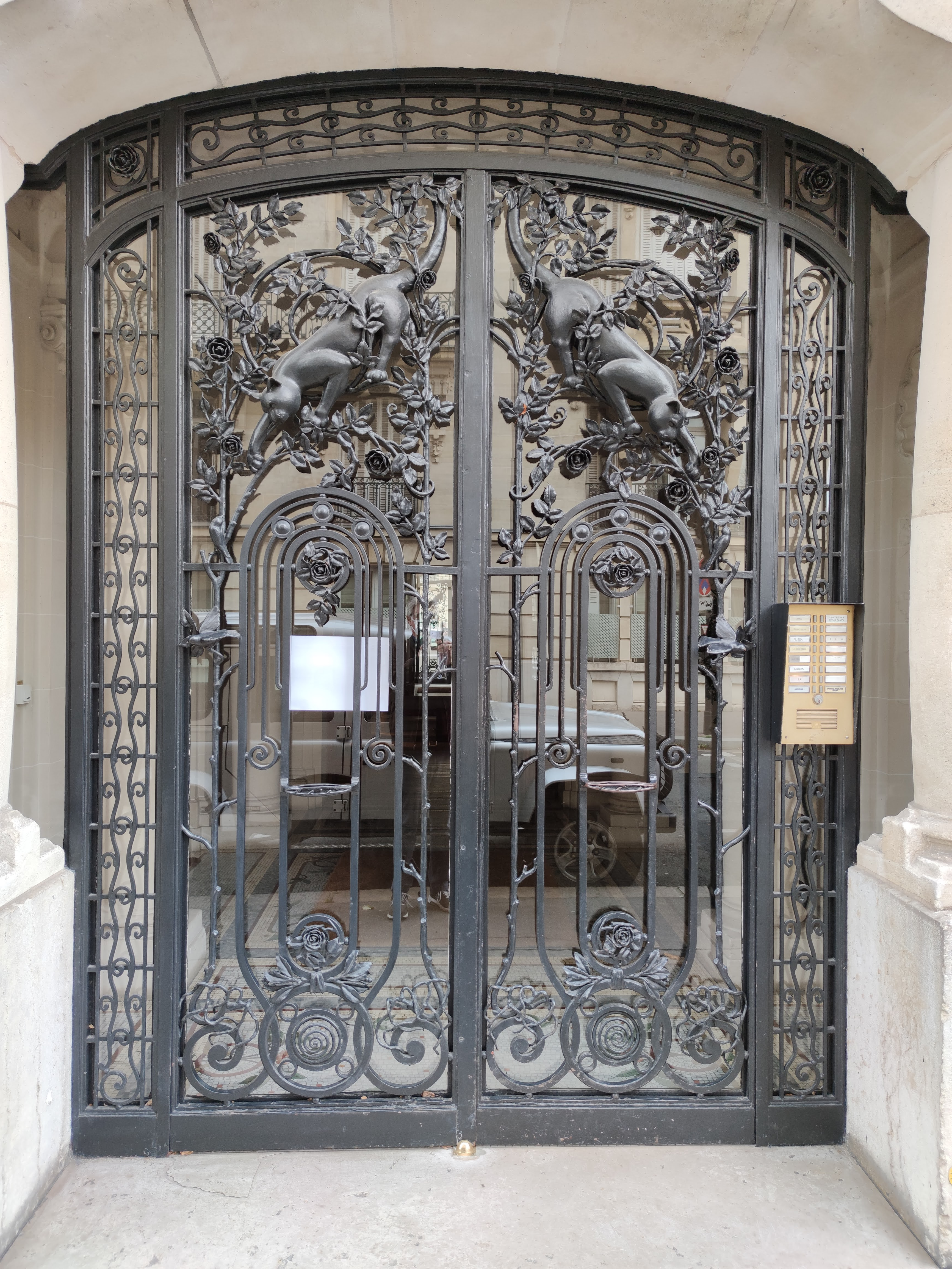
Entrée du no 9.
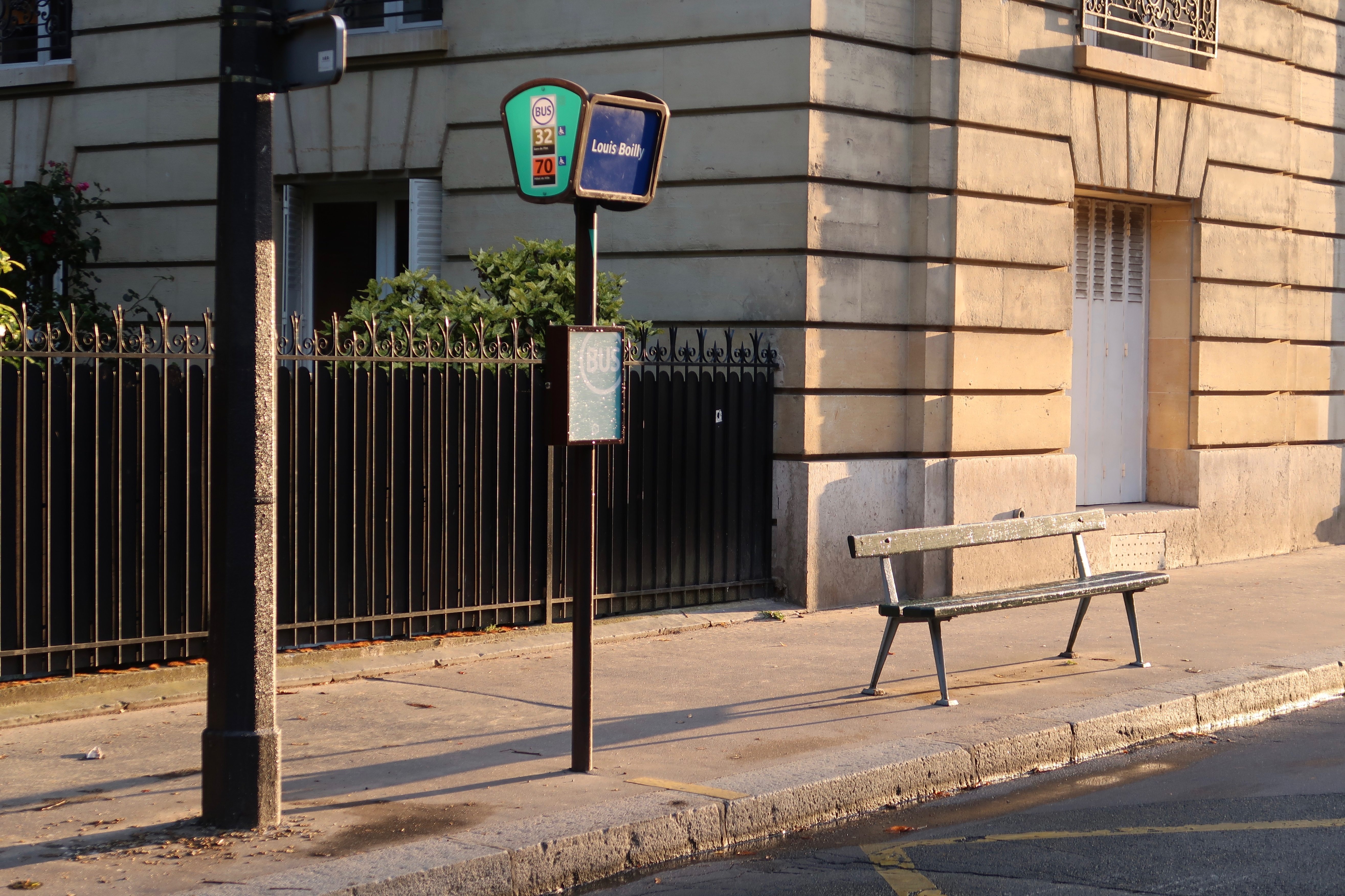
Arrêt de bus.